# Stand by Your Man
Stand By Your Man è un EP dei Motörhead e Wendy O. Williams registrato e uscito nel 1982 dall'etichetta Bronze Records.
Questa collaborazione tra la leggenda dell'hard rock Lemmy e la cantante e regina dello shock rock Wendy O. Williams è avvenuta nello stesso modo del precedente St. Valentine's Day Massacre EP; le due band in questione, infatti, (Motörhead e Plasmatics), reinterpretano ciascuno le canzoni dell'altro. In questo caso i Plasmatics si cimentano con No Class, mentre i Motörhead suonano Masterplan.
Entrambi duettano poi insieme la famosa canzone di Tammy Wynette dal titolo Stand By Your Man.
Tutte e tre le canzoni sono state poi aggiunte nelle ri-edizioni del best of dei Motörhead, No Remorse.
Questo "sforzo comune" convinse tuttavia il chitarrista "Fast" Eddie Clarke a dimettersi dalla band, venendo poi sostituito dall'ex-Thin Lizzy Brian Robertson.

## Tracce
1. Stand By Your Man (Wynette, Sherrill) - 3:07
2. No Class (Kilmister, Clarke, Taylor) - 2:42
3. Masterplan (Swenson, Stotts) - 2:54

## Formazione
- Wendy O. Williams - voce
- Lemmy Kilmister - voce, basso
- Phil Taylor - batteria
- Wes Beech - chitarra ritmica
- Richie Stotts - chitarra